# Woźniki (gmina)
Woźniki (1973–76 miasto Woźniki oraz gmina Psary) – gmina miejsko-wiejska w Polsce leżąca na obszarze powiatu lublinieckiego.
Oprócz miasta Woźniki, w skład gminy wchodzą także sołectwa: Babienica, Czarny Las, Dyrdy, Kamienica, Kamieńskie Młyny, Ligota Woźnicka, Lubsza, Piasek oraz Psary.

## Historia
Gmina Woźniki powstała 15 stycznia 1976 w związku z przemianowaniem gminy Psary na Woźniki i przeniesieniem siedziby jednostki z Lubszy do Woźnik. 
1 stycznia 1992 miasto i gminę Woźniki połączono we wspólną miejsko-wiejską gminę Woźniki.
W latach 1976–1998 gmina administracyjnie należała do województwa częstochowskiego. Od 1 stycznia 1999 leży w województwie śląskim, w powiecie lublinieckim.

## Położenie geograficzne

Gmina Woźniki na tle powiatu lublinieckiego

Gmina Woźniki położona jest na terenie Wyżyny Woźnicko-Wieluńskiej. Najwyższym wzniesieniem na jej obszarze jest Góra Grojec – 365 m n.p.m.

## Sąsiednie gminy
- Powiat lubliniecki

Koszęcin, Boronów
- Powiat częstochowski

Starcza, Konopiska, Kamienica Polska
- Powiat tarnogórski

Kalety, Miasteczko Śląskie, Ożarowice
- Powiat myszkowski

Koziegłowy